# One Island East
One Island East (En chino: 港岛东中心, pinyin:Gǎng dǎo dōng zhōngxīn), es un rascacielos en el distrito de Island East, dentro de la isla de Hong Kong, en la ciudad China de Hong Kong. El rascacielos es un edificio de oficinas que se levanta 308 m y tiene 59 plantas de espacio habitable y dos niveles de sótano. El edificio tiene en total 70 pisos. Hay un observatorio en los pisos 37 y 38. Además, hay 28 ascensores para los trabajadores y 6 ascensores lanzadera que llevan a los visitantes desde el nivel de la calle o la Primera Planta (Plantas 0 y 1) hasta el observatorio (Plantas 37 y 38).
El edificio se asemeja algo al International Commerce Centre.

## Galería

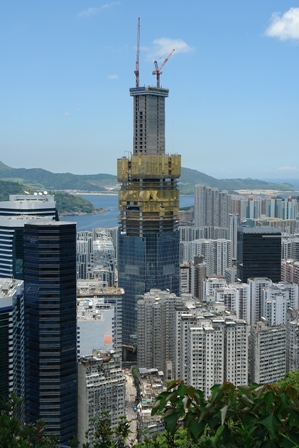
El rascacielos en agosto.
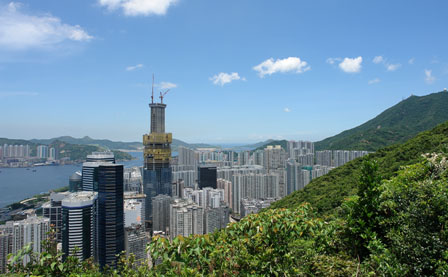
La zona del rascacielos.
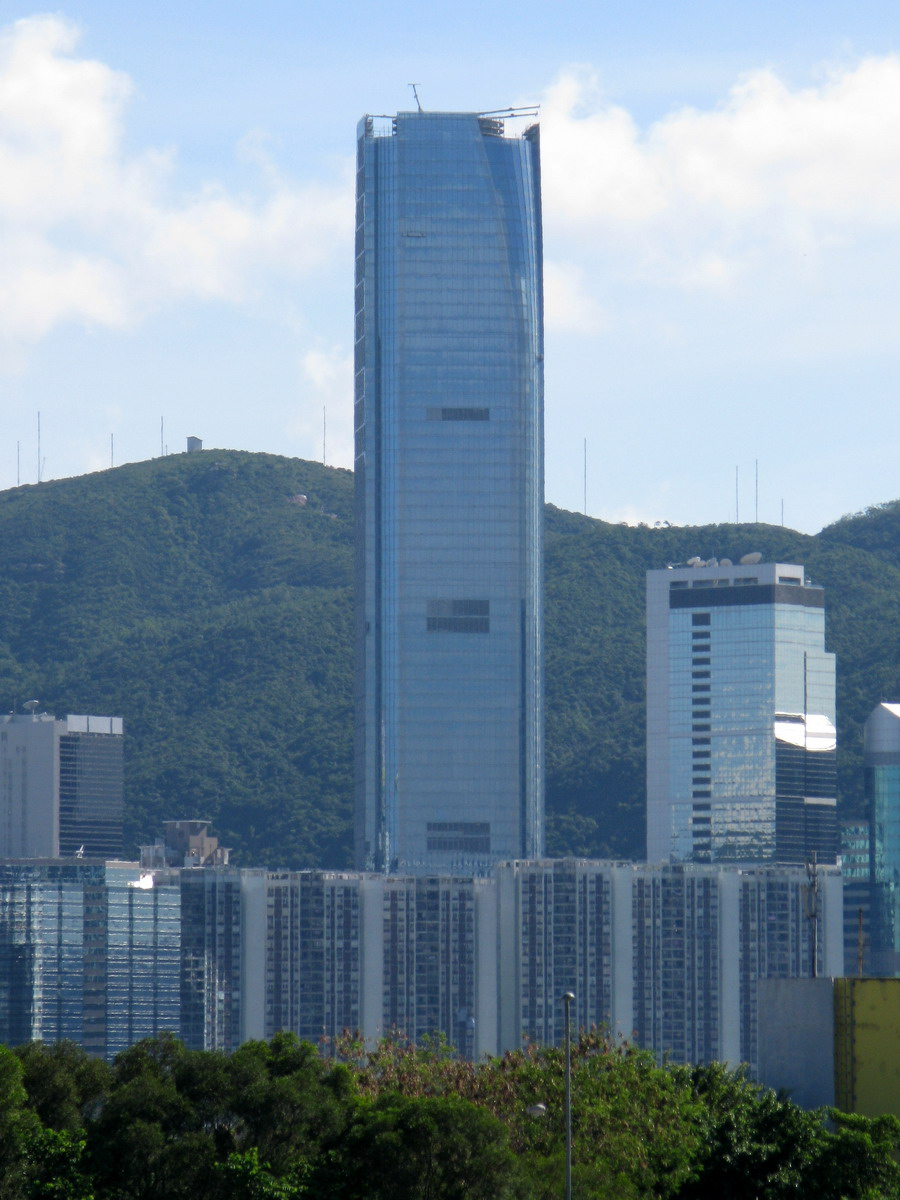
El edificio Terminado.
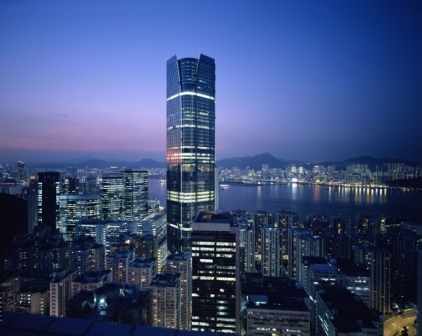
La torre de noche
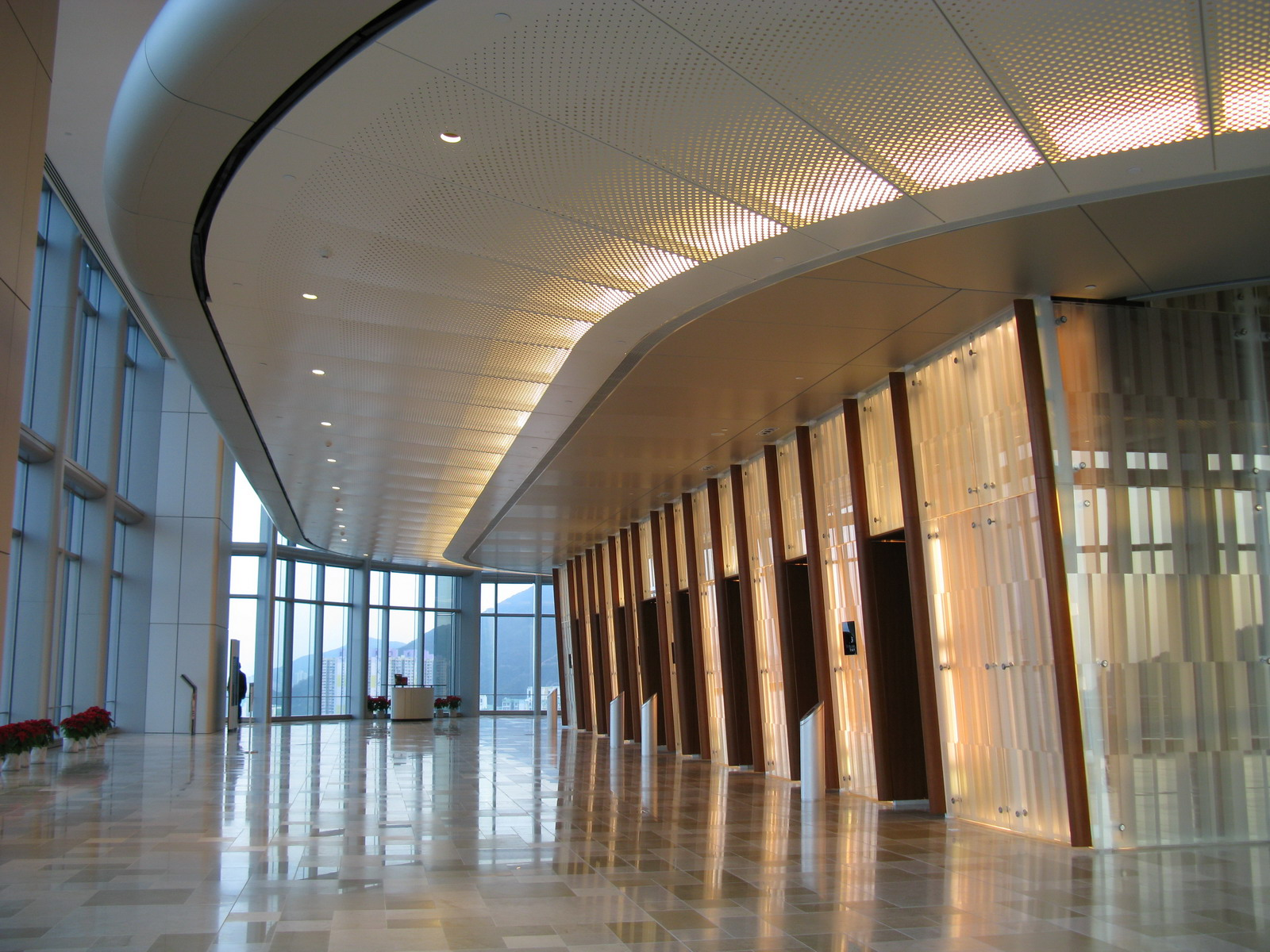
Mirador del piso 37
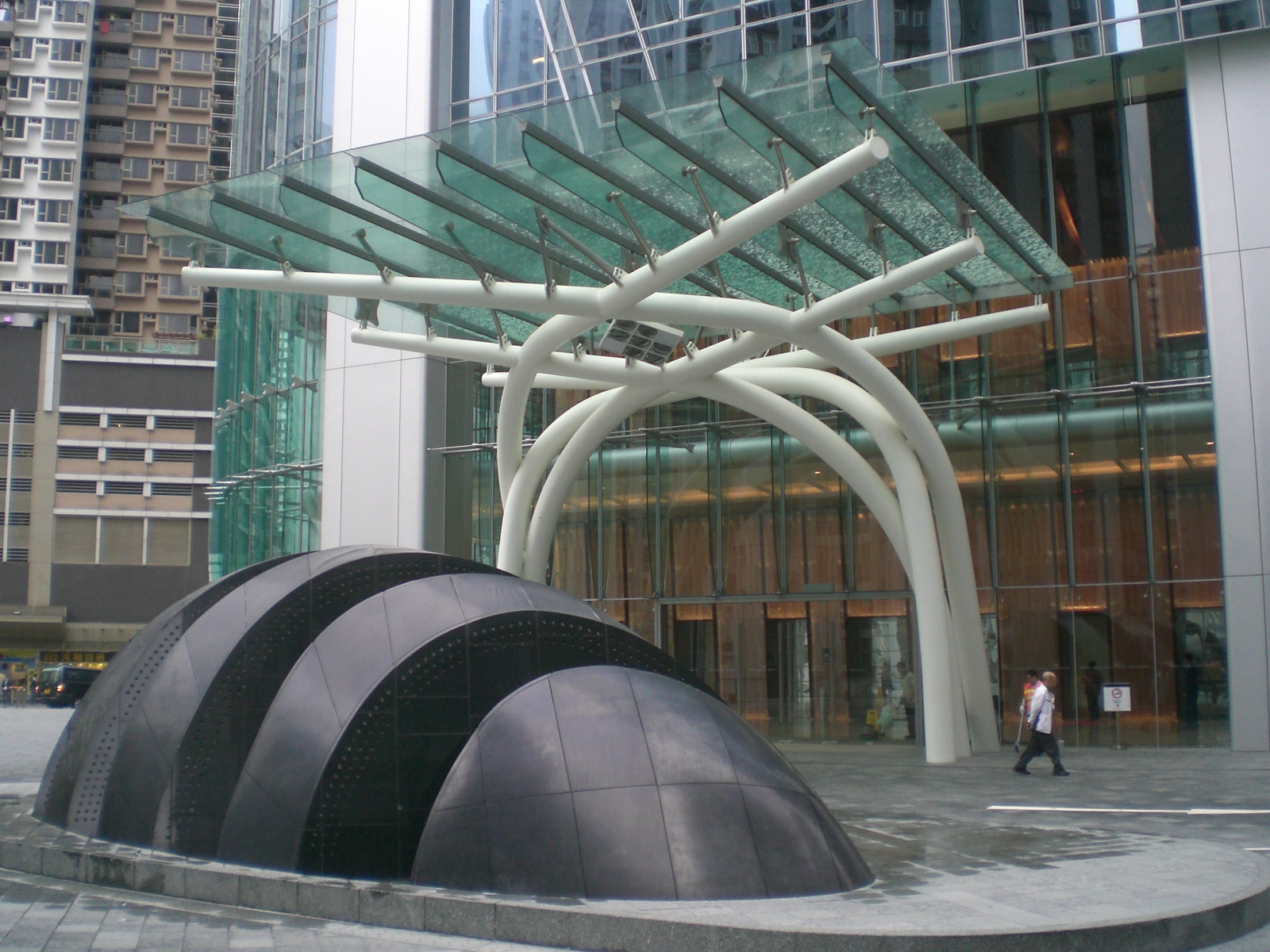
Entrada al edificio
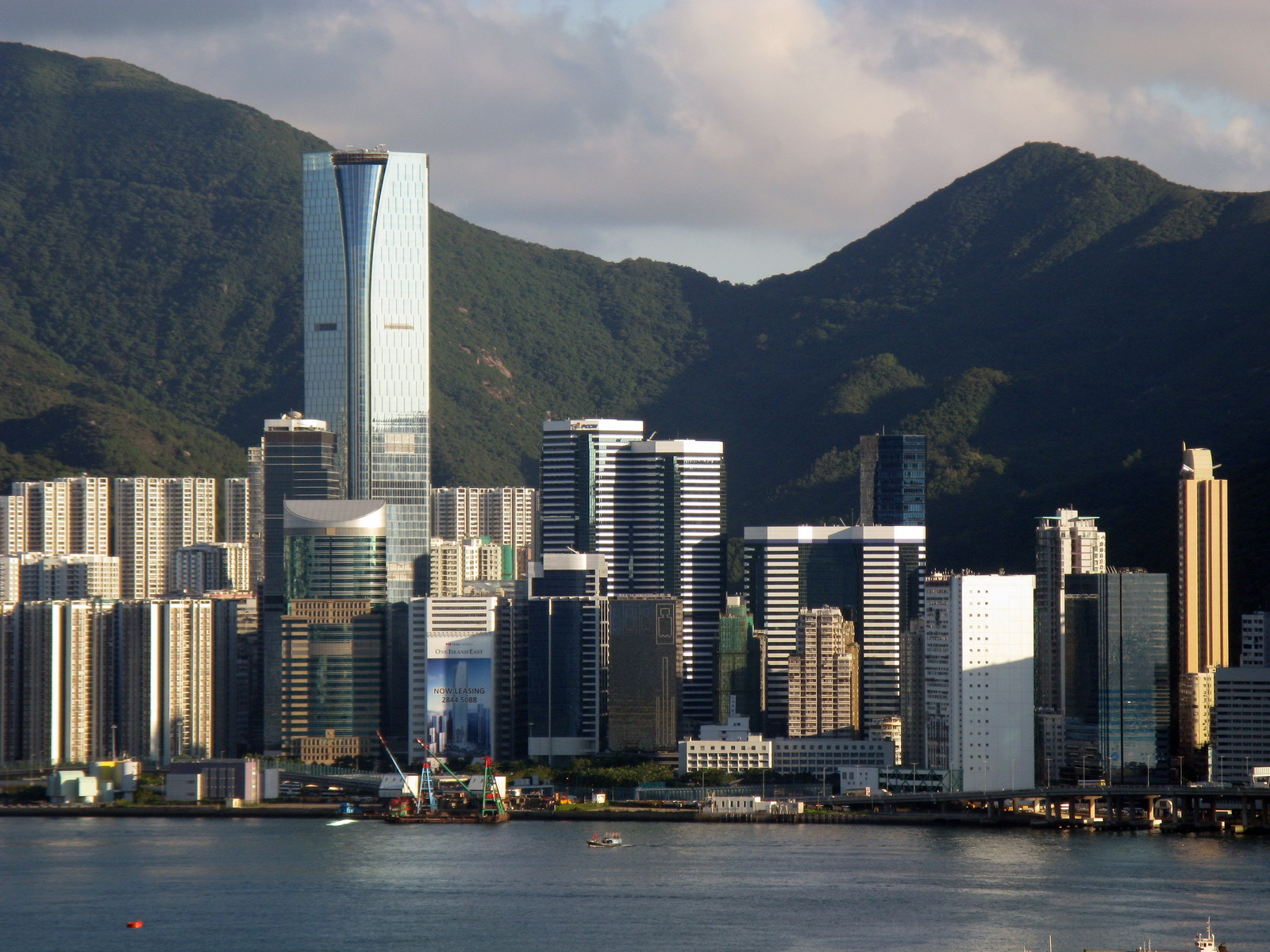
El rascacielos al amanecer